# Latín británico
El latín británico o romance británico era una forma de latín tardío hablado en Gran Bretaña durante el período romano y la Alta Edad Media. Durante la ocupación romana de Britannia, el latín fue la lengua principal de la élite y tenía más presencia en las partes meridional y oriental de la isla, que eran las más romanizadas. Sin embargo, esta lengua nunca desplazó al celta britónico como lengua cotidiana de la mayor parte de los britones, especialmente en las regiones menos romanizadas del norte y el oeste. En las últimas décadas se ha debatido hasta qué grado de diferenciación alcanzó el latín de Britannia del latín continental, que dio lugar a las lenguas romances modernas.
Al final del período romano, el latín fue desplazado en muchos emplazamientos por el anglosajón antiguo en la mayor parte de Inglaterra durante los siglos V y VI. El latín británico habría sobrevivido solo en las áreas celtas de Britannia occidental hasta finales del 700, cuando fue definitivamente abandonado en favor de las lenguas britónicas vernáculas.

## Contexto

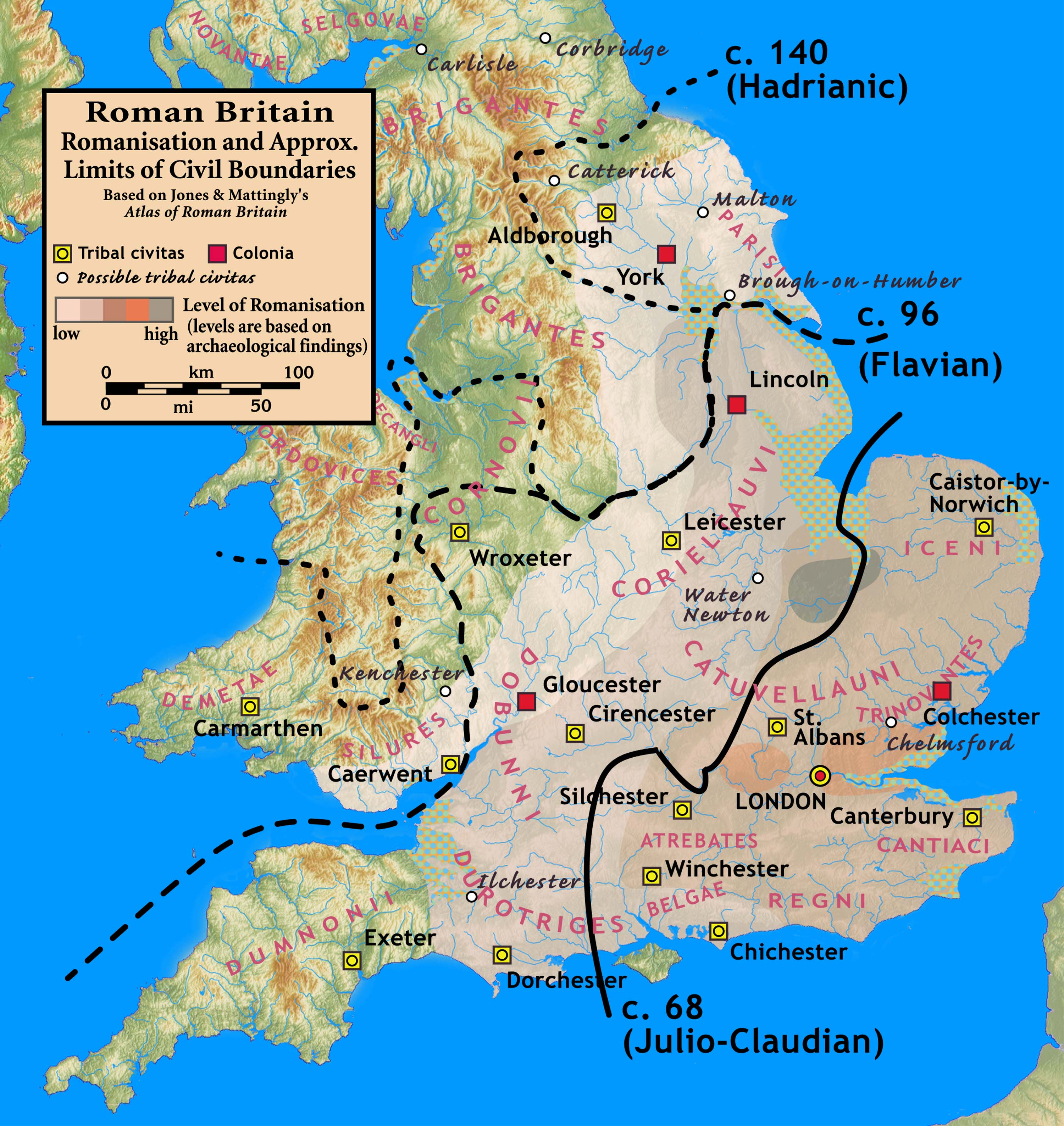
Niveles de romanización, a partir de los datos arqueológicos. La romanización fue mayor en el sureste y se extendió hacia el oeste y el norte en menor grado. Al oeste de la línea que va desde el estuario del Humber al estuario del Severn, y que incluye Cornualles y Devon, la romanización fue mínima o inexistente.

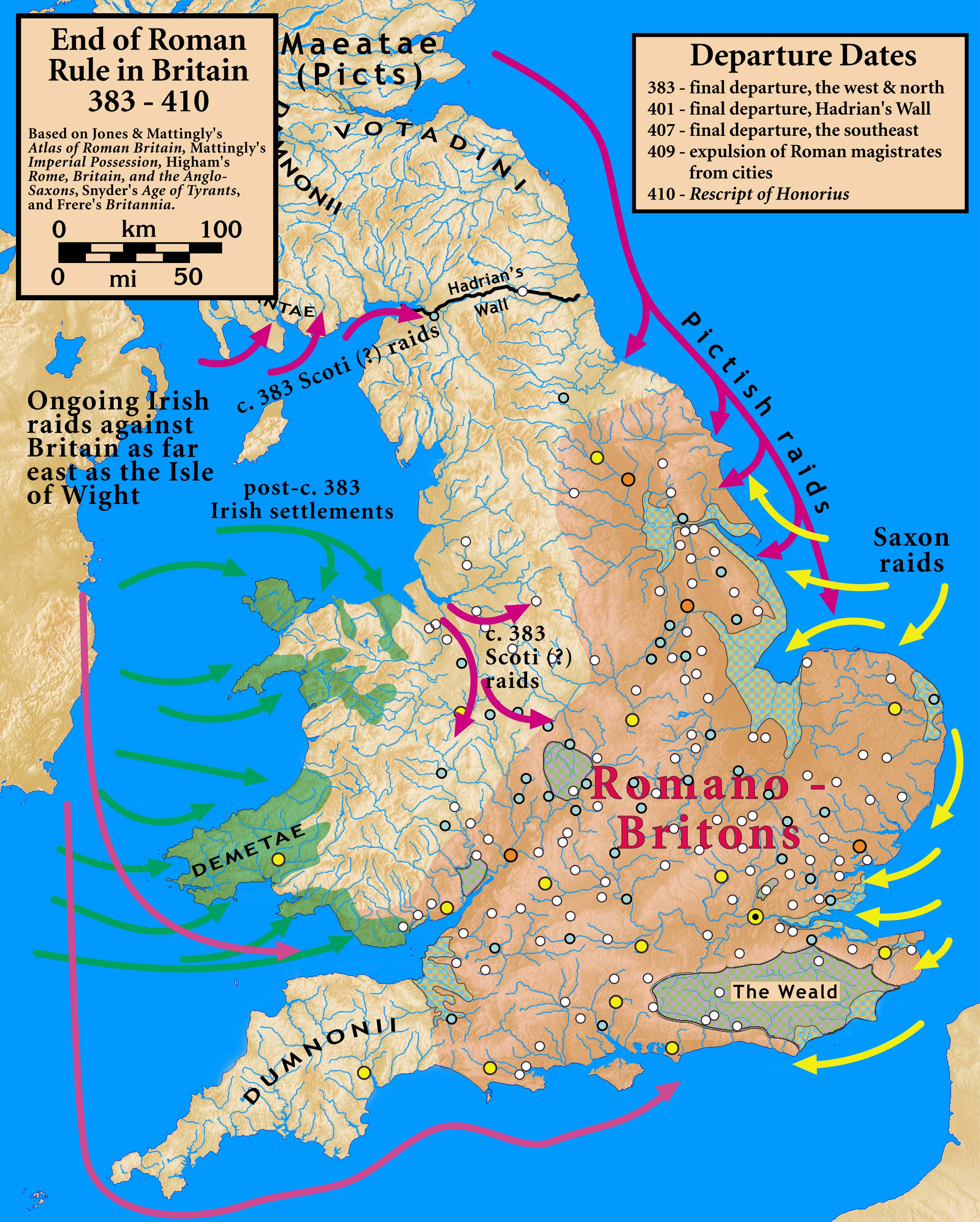
Britannia al final del período romano, donde se muestra el área romano-británica en las tierras bajas.

Al inicio de la ocupación romana en 43, Gran Bretaña estaba habitada por el pueblo de los britones, que hablaban una lengua céltica llamada britónico común. Britannia se convirtió en una provincia del Imperio romano y se mantuvo como parte de dicho imperio durante casi cuatrocientos años hasta 409, cuando empezó la invasión anglosajona. El general romano Agrícola conquistó toda Britania en 84, pero a los pocos meses tuvo que regresar a Roma y a consecuencia sus legionarios romanos se retiraron del norte de la actual Escocia. En su sucesivo apogeo en 160, el territorio romano llegó a cubrir más de tres cuartos de la extensión total de Gran Bretaña, llegando hasta el área de Glasgow.
Los historiadores del período romano en Inglaterra distinguen unas "tierras altas" al norte y el oeste del país y unas "tierras bajas" al sur y el este, siendo esta última región la que presentaba un mayor grado de romanización. En particular, en estas tierras bajas, el latín habría sido la lengua de la mayor parte de la población urbana, la única lengua de la administración, de las clases altas, del ejército y, tras la introducción del cristianismo, la lengua de la Iglesia. El britónico habría seguido siendo usado por parte del campesinado, que formaba el grueso de la población y era bilingüe; la élite rural habría sido romanizada y en algunos casos bilingüe. En las tierras altas, solo había una romanización muy limitada, y el britónico habría sido la lengua dominante en todos los ámbitos, pero las ciudades principales estaban bastante romanizadas. De todos modos hay historiadores —como Theodor Mommsen en su libro "Las provincias del Imperio romano"— que afirman que casi toda la Britannia romana al sur del muro de Adriano en el inicio del siglo V era prácticamente romanizada.
A lo largo de la mayor parte de la Europa occidental durante la Alta Edad Media, el latín tardío usado cotidianamente llegó a evolucionar hasta variedades lingüísticas localemnte distintivas que finalmente dieron lugar a las lenguas romances. Sin embargo, en Gran Bretaña, tras finalizar la ocupación romana a principios del siglo V, el latín fue perdiendo terreno como lengua de uso cotidiano frente al anglosajón y el britónico común.

### Recuperación del latín
El latín se recuperaría con la reintroducción del catolicismo y el contacto con los reinos continentales, usándolo como lingua franca, si bien sería su versión continental, quedando extintiva su variante insular.

## Evidencias

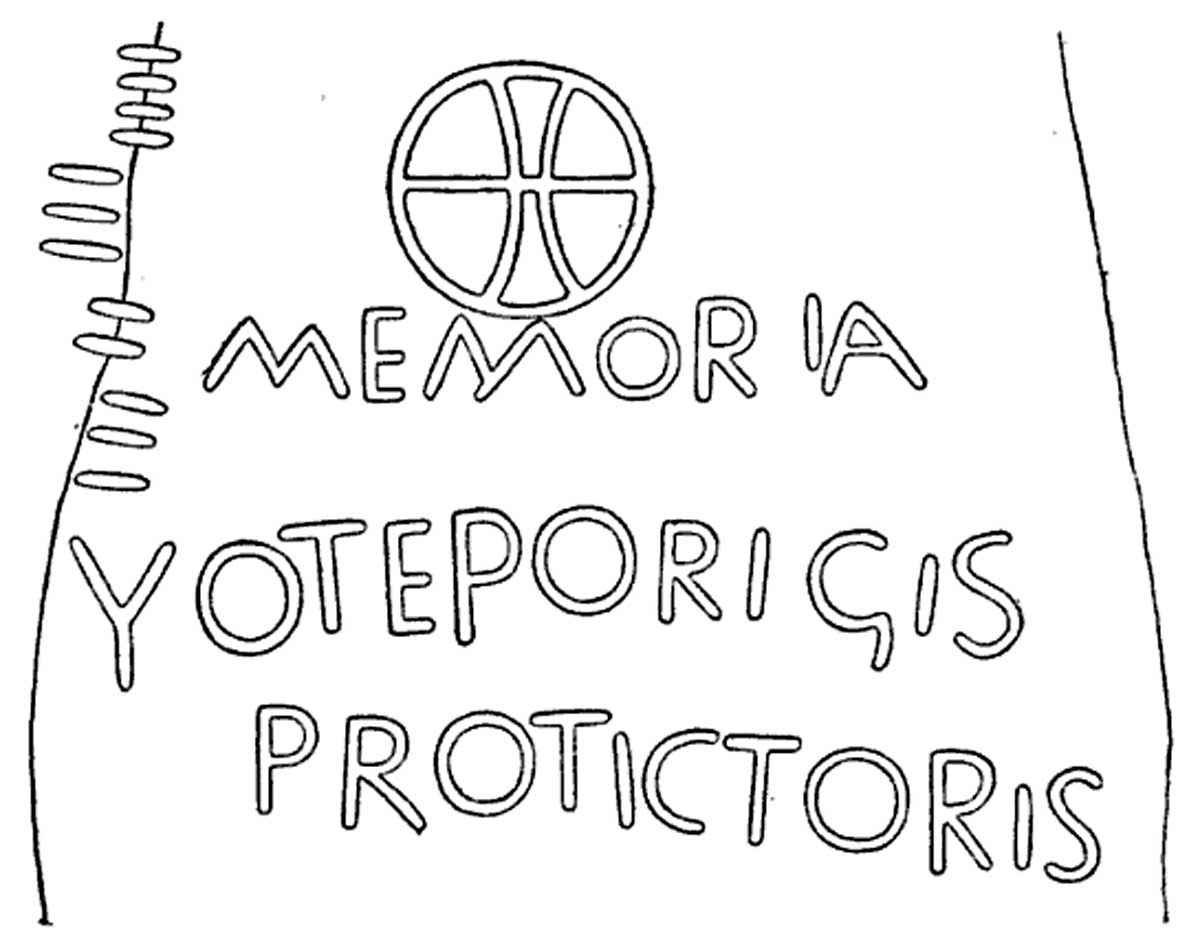
Una inscripción en latín británico de finales del VI siglo fue hallada en el país de Gales en 1895. Según Thomas Charles-Edwards es una "evidencia decisiva" de como este latín vulgar era hablado en ese siglo.

Una dificultad inherente para evidenciar la presencia del latín en Britannia, es que como lengua extinta ninguna fuente proporciona evidencia directa de esa lengua. Es necesario, por tanto, acudir a fuentes indirectas como "errores" en textos escritos e inscripciones regionales. Estas evidencias deben ser un reflejo de la lengua hablada cotidianamente. Son muy interesantes las inscripciones de particulares hechas por gente ordinaria, como epitafios y ofrendas votivas, así como tablillas metálicas usadas para invocaciones mágicas.
Los trabajos pioneros de Kenneth H. Jackson, en los años 1950, establecieron algunas características del latín tardío hablado en Gran Bretaña, y solo recientemente algunas de sus conclusiones han sido modificadas. Jackson se basó en los préstamos latinos presentes en las lenguas celtas británicas, lo que le permitió extraer ciertas conclusiones. Durante los años 1970, John Mann, Eric P. Hamp y otros usaron la "tradición subliteraria" reflejada en las inscripciones para identificar rasgos lingüísticos del uso del latín en Gran Bretaña. En los años 1980, Colin Smith utilizó algunas inscripciones de piedra conocidas en su época, aunque en gran parte su trabajo es anticuado debido a la gran cantidad de inscripciones epigráficas encontradas en Gran Bretaña desde entonces.
Uno de los mejores ejemplos de inscripciones epigráficas son las tablillas de Vindolanda; los últimos dos volúmenes que recogían su contenido se publicaron en 1994 y 2002. Otro ejemplo notable son las tablillas de maldición de Bath, publicadas en 1988, y otras tablillas de maldición encontradas en otros sitios arqueológicos a lo largo del sureste de Inglaterra desde los años 1990.